# Шишкино (Судиславльский район)
Шишкино — упразднённое село на территории Долматовского сельского поселения Судиславского района Костромской области. Вотчина дворянского рода Нащокиных.
Располагалось на реке Покше.

## История
До упразднения уездно-губернского деления административный центр
Шишкинской волости Костромского уезда. В 1929 году вошла в состав вновь образованного Судиславского района Ивановской области. Село было административным центром Шишкинского сельского совета.

## Население
В период с 1870 по 1872 годы в селе Шишкино проживало 25 человек, а количество дворов составляло 7.
Согласно переписи 1897 года, в селе насчитывалось 24 жителя, а в усадьбе Шишкино — ещё 23. По информации волостного правления от 1907 года, в селе проживало 19 человек (6 дворов), а в усадьбе — 3 человека (2 двора). В селе также была школа. 
Здесь находились православная церковь и волостное правление. Еженедельно проходили базары. 